# Stonava

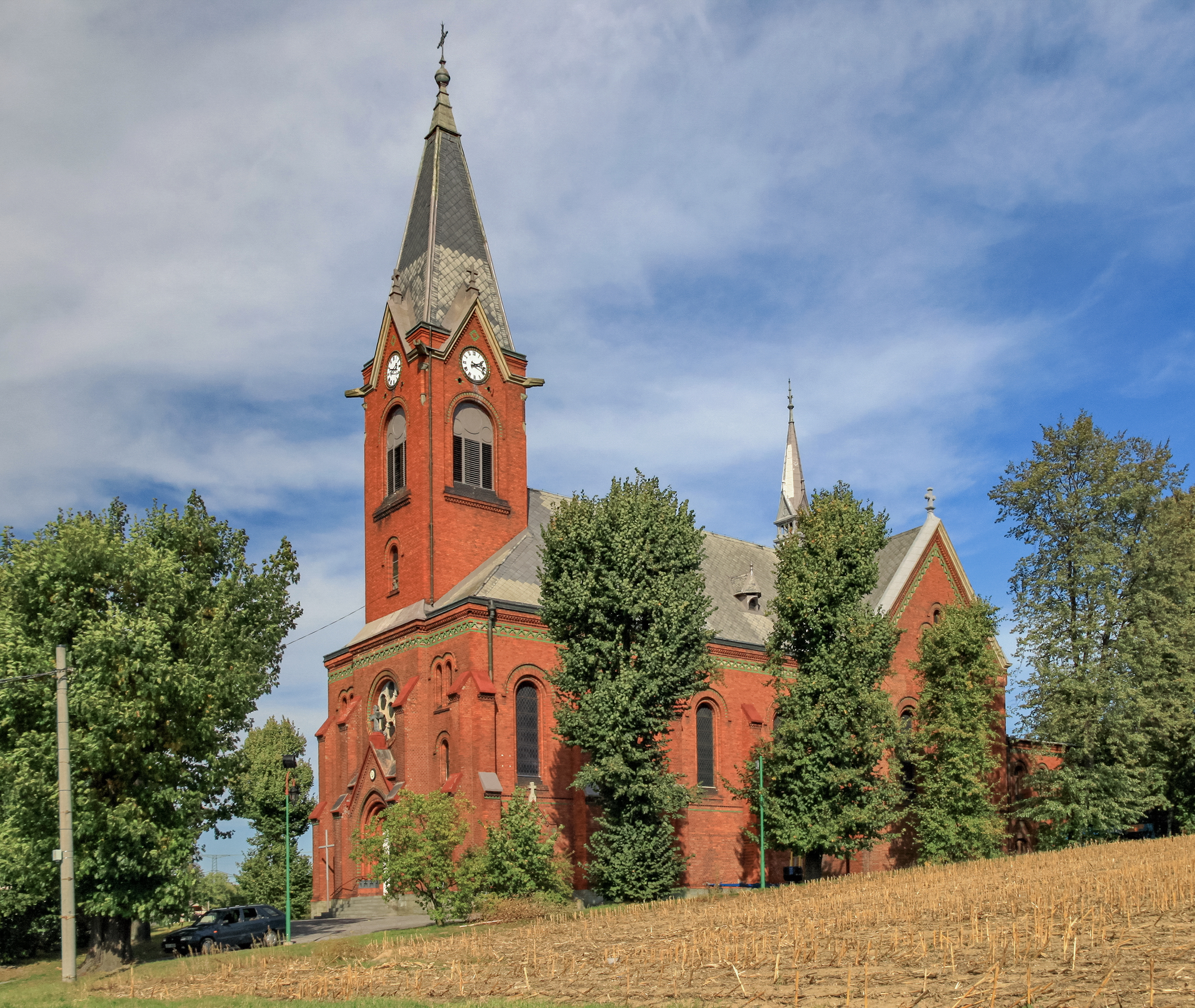
Maria Magdalena-Kirche

Stonava (deutsch Steinau, polnisch Stonawa) ist eine Gemeinde in Tschechien. Sie liegt fünf Kilometer südlich von Karviná an der Stonávka und gehört zum Okres Karviná in Schlesien.

## Geschichte
Am 21. Dezember 2018 ereignete sich im Steinkohlebergwerk Důl ČSM ein schweres Unglück durch eine Schlagwetterexplosion in etwa 800 Metern Tiefe, bei der 13 Menschen ums Leben kamen. Grubenbetreiber ist das Unternehmen OKD (Ostravsko-karvinské doly), das seit April 2018 wieder im Eigentum des tschechischen Staates steht.

## Gemeindegliederung
Für die Gemeinde Stonava sind keine Ortsteile ausgewiesen. Zu Stonava gehören die Ansiedlungen Bonkov und Nový Svět I.

## Partnergemeinde
- Marklowice, Polen

## Sehenswürdigkeiten
- evangelische Kirche
- katholische Maria-Magdalena-Kirche